# 區域聯合治理
區域聯合治理是中華民國總統蔡英文于2016年所提出的主張，目的在於讓地方分權，中央放權，調整中央地方權責及財源分配，以提高國家財政使用效率。此主張將臺灣依生活圈概念區分為跨縣市的大區域。

## 區域範圍
| 北北基北桃                               |
| ---------------------------------------- |
| 此區包含：臺北市、新北市、基隆市、北桃園 |
| 南桃竹竹苗                               |
| 此區包含：南桃園、新竹縣、新竹市、苗栗縣 |
| 中彰投                                   |
| 此區包含：臺中市、彰化縣、南投縣         |
| 雲嘉嘉南                                 |
| 此區包含：雲林縣、嘉義縣、嘉義市、臺南市 |
| 高屏澎                                   |
| 此區包含：高雄市、屏東縣、澎湖縣         |
| 宜花東                                   |
| 此區包含：宜蘭縣、花蓮縣、臺東縣         |
| 金馬                                     |
| 此區包含：金門縣、連江縣                 |